# Огрызко, Иосафат Петрович
Иосафа́т Петро́вич Огры́зко (известен также как Юзефат Огрызко; 1826 Минская губерния—1890, Иркутск) — видный деятель польского освободительного движения 1860-х гг., белорусский дворянин, издатель польской газеты «Слово» («Słowo») в Петербурге.

## Биография
Окончил Лепельское уездное училище, минскую гимназию (1844), петербургский университет со степенью кандидата права (1849).
Был чиновником Министерства финансов. В 1858 году организовал типографию и издание польской газеты «Слово», издатель восьми томов „Volumina legum“ (Собрания законов старой Польши).
В революционное движение включился в студенческие годы, примыкал к кружку С. Сераковского, к польской революционной организации в Петербурге. Пользовался большим авторитетом в русских революционных кругах, поддерживал отношения с партией «Земля и воля». Был близко знаком с Н. Г. Чернышевским.
С февраля 1863 года назначен главным представителем Варшавского повстанческого правительства в Петербурге. В 1864 году был арестован, в 1865 году — приговорён к смертной казни, заменённой после раскаяния и выдачи сообщников  двадцатью годами сибирской каторги (на этапе в Тобольске в феврале 1866 года заболел и задержался на неделю).
В 1866 году за участие в протесте заключенных против жестоких условий Акатуйского тюремного режима был отправлен с Ю. Дворжачеком в ссылку в Якутскую область. Организаторы русско-польского восстания ссыльных планировали ввести его в руководство сибирской республики Свободославия. 4 года он содержался в полном одиночестве в специально построенном остроге в Вилюйске, без фамилии (под № 11), а с 1871 года был в ссылке в Якутске. Там он занимался сельским хозяйством, разводил скот, учил якутов земледелию, снискал любовь местных жителей.
Затем с 1874 года Огрызко отбывал ссылку в Верхоленске и Иркутске, где пытался добывать золото, а также занимался адвокатурой среди золотопромышленников.
Пребывание Ю.П. Огрызко в Иркутске запечатлелось в одном местном названии. Некоторое время он владел заимкой в Пивоварихе, в окрестностях города, где пробовал наладить ферму. Из-за болезни глаз на прогулки выходил лишь ночью, отчего заимку называли «Дачей лунного короля».
Умер в Иркутске в 1890 году, похоронен на Иерусалимском кладбище, могила утрачена.